# Jancsi és Juliska (opera)
A Jancsi és Juliska (németül: Hänsel und Gretel) Engelbert Humperdinck meseoperája három felvonásban. Szövegét Adelheid Wette (1858–1915), a komponista húga írta az eredeti Grimm mese alapján. Játékideje 100–105 perc.
Ősbemutatójára – számtalan akadály után – Richard Strauss vezényletével 1893. december 23-án került sor a weimari Udvari Színházban, Jancsi szerepében Strauss későbbi feleségével, Pauline de Ahnával. Rossz fogadtatása ellenére a premier utáni évben világszerte több mint ötven helyen játszották. Magyarországi bemutatója 1895. február 2-án volt az Operaházban. 1897-ben Budapestre látogatott a zeneszerző az 50. hazai előadás megtekintésére.

## Szereplők
| Szereplő               | Hangfekvés           |
| ---------------------- | -------------------- |
| Péter, (Apa) seprűkötő | bariton              |
| Gertrud (Anya)         | mezzoszoprán         |
| Jancsi                 | mezzoszoprán         |
| Juliska                | szoprán              |
| Boszorkány             | mezzoszoprán (tenor) |
| Altató manó            | szoprán              |
| Ébresztő manó          | szoprán              |

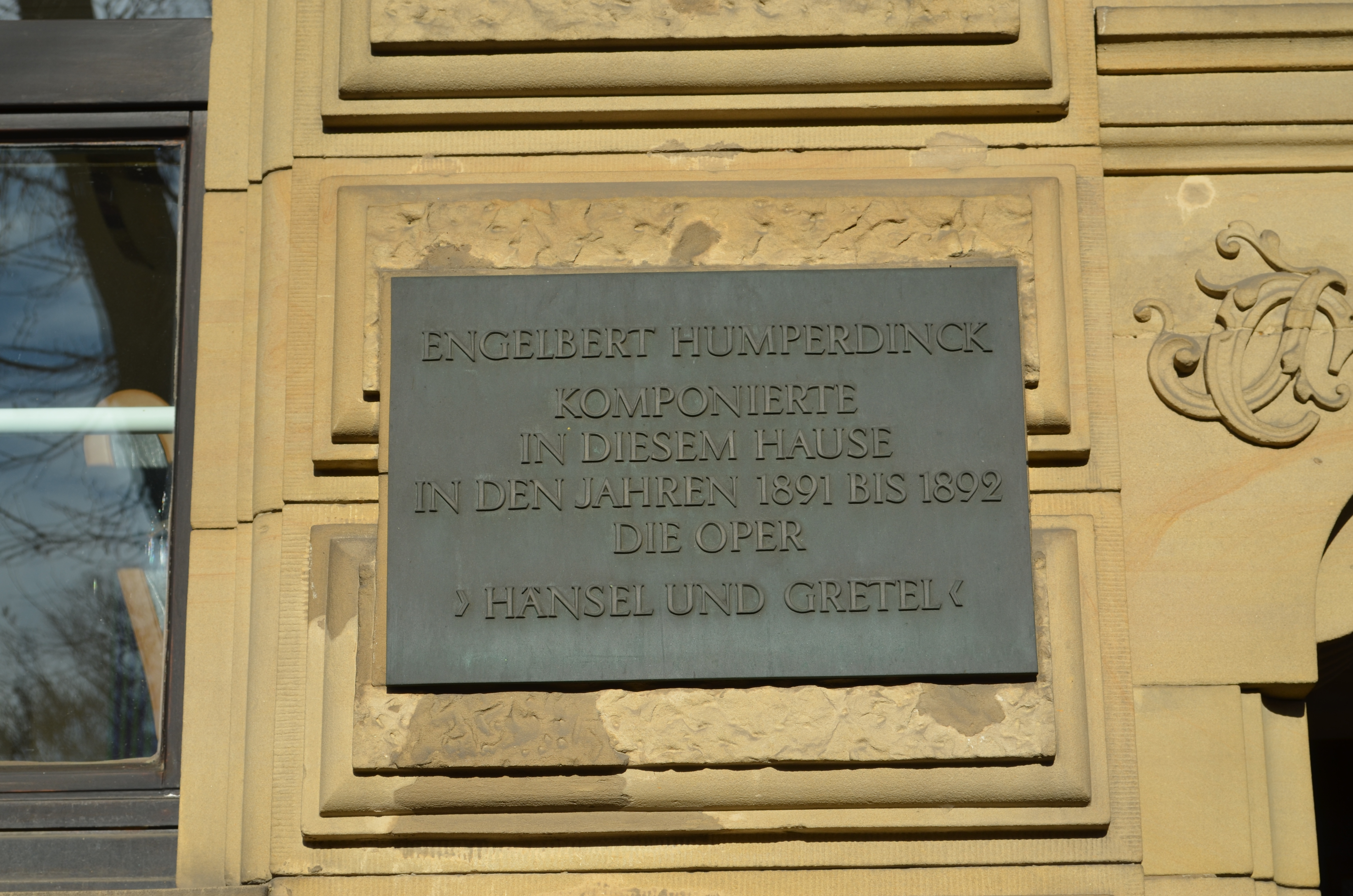
A Jancsi és Juliska komponálási helyét jelző tábla Frankfurt am Mainban

Visszhang, mézeskalácsgyerekek (fiúkórus)
Tizennégy angyal (balettkar)

## Hangszerelés
3 fuvola (a 3. piccolóra vált), 2 oboa (a 2. angolkürtre vált), 2 klarinét, 1 basszusklarinét, 2 fagott, 4 kürt, 2 trombita, 3 harsona, 1 basszustuba, üstdob, ütők, hárfa, vonósok.

## Cselekménye

### 1. kép

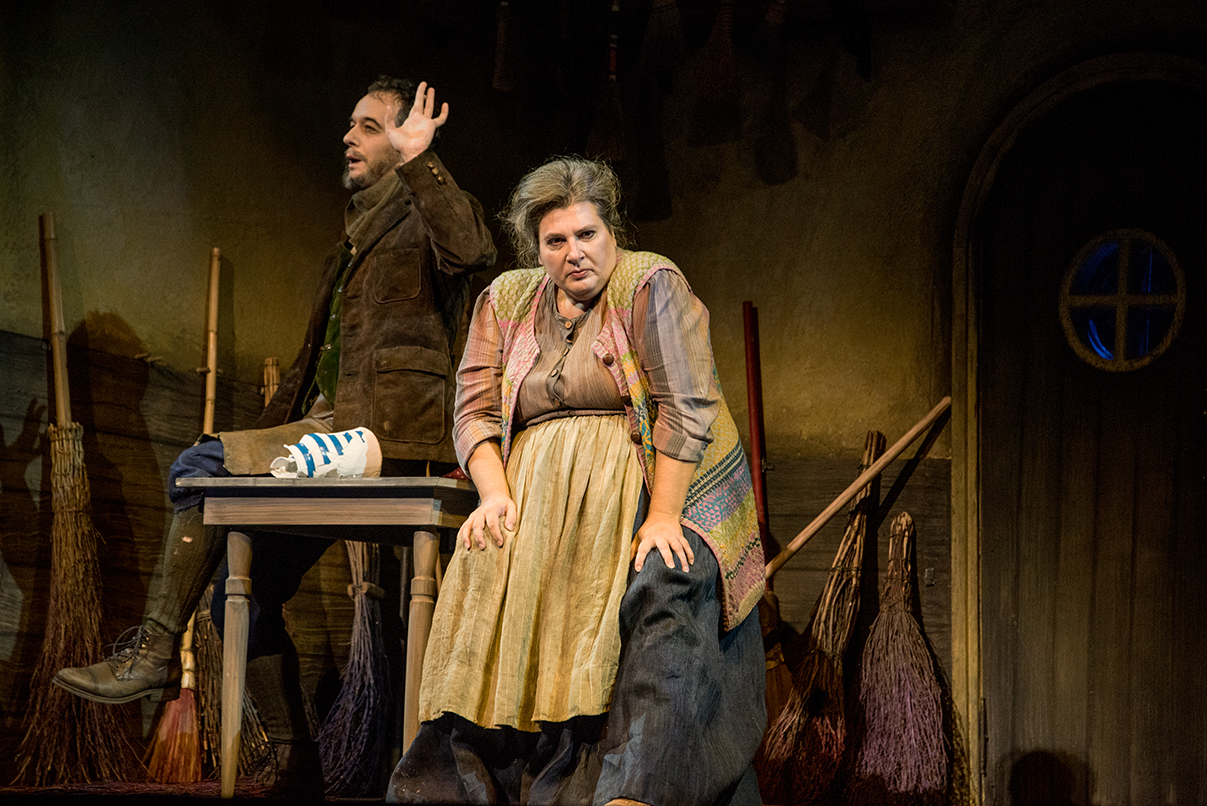
Péter (Adrian Eröd) és Gertrúd (Janina Baechle) (Bécsi Állami Opera, 2015)

Szegényes szoba. A háttérben alacsony ajtó, mellette kis ablak kilátással az erdőre. Balra tűzhely, felette kéménykürtő. A falon különböző nagyságú seprűk lógnak.
Jancsi és Juliska szegényes otthonukban boldogan készülnek a tejberizs vacsorára.
Anyjuk előzőleg házimunkát bízott rájuk, ezért bemegy a házba, hogy ellenőrizze őket. Tréfásan megfenyegeti a gyerekeket, akik inkább játszanak a hasznos munka helyett. Eközben valahogy kiborul a tej, és így oda van a vacsora. Az anya kiküldi a gyerekeket az erdőbe, hogy szedjenek epret.
Az apa hazaér, nagyon jókedvű, mert jól sikerült a vásár, sok seprűt eladott. A jó kedve azonban hamarosan elszáll, mert még órák múltán sem ér haza a két gyerek az erdőből.

### 2. kép

Az Ilsenstein

Az erdő mélyén. A háttérben az Ilsenstein áthatolhatatlan fenyőerdővel körülvéve.
Juliska virágkoszorút készít anyjának, Jancsi teleszedte eperrel a kosarat. Előre örülnek a dicséretnek, amit majd otthon kapnak. Vidáman felelgetnek egy kakukknak. Önfeledten enni kezdik az epret, míg a kosár kiürül. Újat kellene szedni a beköszöntött alkonyatban. Nem találják a kiutat az erdőből, segélykiáltásba kezdenek, de csak a visszhang felel nekik. Fényeket látnak felvillanni, amitől nagyon megijednek. Egy fa tövében húzzák meg magukat. A sűrűsödő ködben megjelenik az Altató manó, s álmot bocsát rájuk. Egymás kezét fogva mondják el esti imájukat. A felhőkből leereszkedő tizennégy angyal óvóan körbeveszi Jancsit és Juliskát.

### 3. kép
A szín mint a 2. kép végén. A hátteret beborító köd lassan feloszlik. Az angyalok eltűnnek. Hajnalodik.
Az ébresztő manó egy harangvirággal harmatot cseppent Jancsi és Juliska szemére. Vidáman ébrednek a gyerekek, csodálkozva állapítják meg, hogy mindketten tizennégy angyalt láttak álmukban. A nap első sugarainál észreveszik a boszorkány mézeskalács-kunyhóját az Ilsensteinen. A háztól balra kemence, jobbra egy ketrec van. Az éhes gyerekek megörülnek a csodába illő épületnek, rögtön neki is állnak lakmározni, letördelnek a mézeskalács falakból egy-egy darabot. Ekkor a boszorkány kiront a kunyhóból. Az ijedten menekülő gyerekeket varázsbotjával tartja vissza. Jancsit a ketrecbe zárja, mert még hizlalni szeretné, Juliskát viszont egyből a kemencébe szeretné dobni. A „zsákmány” feletti örömében seprűre pattan, villámlás és mennydörgés közepette körberepüli a házat.

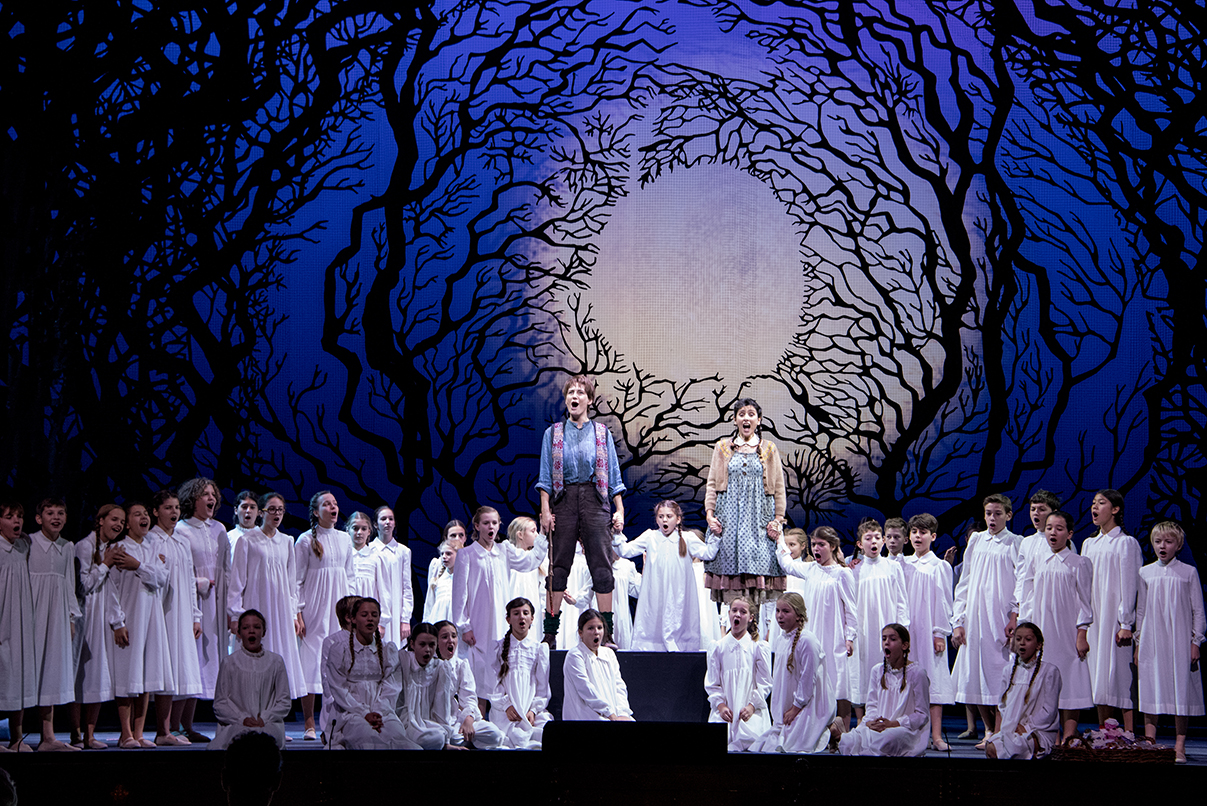
Az opera fináléja a Bécsi Állami Opera 2015-ös előadásában

Juliska az ablakból kilesi a boszorkány varázsszavait, s ennek segítségével kiszabadítja testvérét, majd lépre csalja a gonosz boszorkányt is: azt tetteti, hogy nem tudja hogyan kell a kemencébe bújni. A boszorkány megmutatja a módját. Erre aztán a két gyerek együttes erővel belöki a tűzbe, majd a kemence ajtaját is bezárják.
Megszabadulásuk után Jancsi a kunyhóba szalad, a padlásnyíláson gyümölcsöket, aranydiót dobál ki húgának. A kemencéből hatalmas láng csap fel, majd nagy robajjal összeomlik. A két gyerek elámulva hallja a mézeskaláccsá változtatott társaik ekkor felhangzó különös dalát. Jancsi az ellesett varázsigék segítségével életre kelti őket, akikről lepattan a mézeskalács burok és visszaváltoznak élő gyerekekké.
A boszorkányból egy hatalmas mézeskalács lesz. Jancsi és Juliska ezután boldogan ölelik át szüleiket, akik rájuk találnak az erdő mélyén. A többi kisgyerek vidáman táncolja körbe őket.

## Diszkográfia
- Anna Moffo (Jancsi), Helen Donath (Juliska), Christa Ludwig (A boszorkány), Dietrich Fischer-Dieskau (Peter); Tölzi Fiúkórus, Müncheni Rádiózenekar, vez. Kurt Eichhornn (1971) RCA (Sony) 74321 25281 2

## Hallgatnivaló
- Esti ima (Abendsegen)Részlet a meseopera 2. kép 2. jelenetéből.

Nem tudod lejátszani a fájlt?